# Parastagmatoptera abnormis
Parastagmatoptera abnormis es una especie de mantis de la familia Mantidae.

## Distribución geográfica
Se encuentra en Surinam.